# 볼라노스산
볼라노스산(Mount Bolanos)는 괌 남서부의 산이다. 높이 368m인 볼라노스산은 괌에서 람람산, 주물롱망글로산에 이어 세 번째로 높은 산이다. 인근에는 볼라노스 보호구역과 볼라노스강이 있다. 가장 가까운 마을은 4.5km 떨어진 우마탁 마을과 아가트 마을이다. 하갓냐는 북쪽으로 25km 떨어져 있다. 볼라노스산은 우마탁 마을, 탈로포포 마을, 이나라잔 마을의 경계점이 된다.